# René Hoppe
René Hoppe, född den 9 december 1976 i Oelsnitz, Östtyskland, är en tysk bobåkare.
Han tog OS-guld i herrarnas fyrmanna i samband med de olympiska bobtävlingarna 2006 i Turin.